# Jumba la Mtwana
Jumba la Mtwana — археологический памятник, расположенный на побережье Индийского океана в Кении в округе Килифи, к северу от Момбасы. Датируется четырнадцатым веком.

## Описание
Археологический памятник включает три мечети, построенные из кораллового камня, гробницу и восемь домов. Территория была внесена в список национальных памятников Кении 4 июня 1982 года. Раскопки были произведены Джеймсом Киркманом (James Kirkman) в 1972 году. Письменных исторических записей о городе не сохранилось, однако найденная китайская керамика даёт возможность проследить датировку до четырнадцатого века. Отсутствие более поздних черепков позволяет предположить, что это поселение было заброшено в начале пятнадцатого века. 
Город был расположен недалеко от источников пресной воды и защищён от нападения со стороны океана. Архитектурный стиль выполнен в арабском стиле с использованием коралловых блоков.

## Географическое расположение
Jumba la Mtwana находится в 15 км к северу от Момбасы, примерно в 1 км от залива Мтвапа и в 4 км от дороги Момбаса – Малинди. Территория памятника занимает 300 метров вдоль берега океана и уходит на 250 метров вглубь побережья.

## Особенности
Дом с множеством дверей примечателен своей дверью в готическом стиле. Дом разделён на апартаменты, способные вместить нескольких посетителей.  
Мечеть у моря — это наиболее хорошо сохранившиеся руины. Несколько бассейнов использовались для омовений, а подставки из кораллового камня для мытья ног. В гробнице есть надгробная стела из кораллов. На ней вырезан отрывок из Корана, но эпитафия неразборчива.

## В настоящее время
В небольшом музее у входа на территорию представлены некоторые предметы, найденные в результате раскопок, в том числе фрагменты керамики и резные фигурки из камня.  
В 2022 году правительство Кении выделило 1,3 миллиона долларов на восстановление объекта и защиту его от затопления. Это связано с тем, что линия пляжа постепенно, из года в год, поднимается, а деревья падают на руины, повреждая их.

## Галерея
- Jumba la Mtwana
- Дом со множеством дверей
- Дом со множеством дверей (фрагмент)
- Фрагмент надгробия

## В массовой культуре
Руины Jumba la Mtwana описаны и неоднократно упоминаются в повести Андрея Гусева «Консуммация в Момбасе». (Финальные события в повести происходят в расположенной рядом с руинами Мтвапе, куда главные герои отправляются после венчания в Момбасе и путешествия по Кении).